# Amalia, North West
Amalia este un oraș din Africa de Sud.